# Copa Korać 1977-78
La Copa Korać 1977-78 fue la séptima edición de la Copa Korać, competición creada por la FIBA para equipos europeos que no disputaran ni la Copa de Europa ni la Recopa. Participaron 32 equipos, cinco más que en la edición anterior. El ganador fue el equipo yugoslavo de la Partizan, que derrotó en la final a otro equipo yugoslavo, el Bosna Sarajevo, logrando por tercera edición consecutiva el título un equipo de aquel país. La final se disputó en Bania Luka .

## Equipos participantes
| Francia             | 4 | Berck               | Moderne            | Nice                   | Orthez           |
| Grecia              | 4 | Panellinios         | AEK                | Panionios              | Aris             |
| Italia              | 4 | Cinzano Milano      | Xerox Milano       | Emerson Genova         | Scavolini Pesaro |
| España              | 4 | Caja Rural Canarias | Juventud Freixenet | Centro Natación Helios | Askatuak         |
| Yugoslavia          | 4 | Bosna               | Partizan           | Cibona                 | Beko Beograd     |
| Alemania Occidental | 3 | 1.FC Bamberg        | Hagen              | Wolfenbüttel           |                  |
| Austria             | 2 | Progress Graz       | Maxmarkt Wels      |                        |                  |
| Israel              | 2 | Hapoel Ramat Gan    | Hapoel Gvat/Yagur  |                        |                  |
| Turquía             | 2 | İTÜ                 | Şeker              |                        |                  |
| Bélgica             | 1 | Anderlecht          |                    |                        |                  |
| Checoslovaquia      | 1 | Inter Slovnaft      |                    |                        |                  |
| Polonia             | 1 | Resovia Rzeszów     |                    |                        |                  |

## Primera ronda
| Equipo 1               | Agr.    | Equipo 2            | Ida     | Vuelta  |
| ---------------------- | ------- | ------------------- | ------- | ------- |
| Hagen                  | 198–159 | Caja Rural Canarias | 88–67   | 110–92  |
| Xerox Milano           | 213–138 | Maxmarkt Wels       | 121–68  | 93–70   |
| Nice                   | 160–150 | Hapoel Gvat/Yagur   | 88–84   | 72–66   |
| Orthez                 | 151–192 | Juventud Freixenet  | 72–76   | 79–116  |
| Anderlecht             | 185–190 | Partizan            | 98–80   | 87–110  |
| Şeker                  | 163–176 | Inter Slovnaft      | 86–70   | 77–106  |
| Centro Natación Helios | 178–245 | Cinzano Milano      | 102–105 | 76–140  |
| Berck                  | 162–157 | Askatuak            | 88–87   | 74–70   |
| Beko Beograd           | 195–148 | Progress Graz       | 115–67  | 80–81   |
| Hapoel Ramat Gan       | 188–192 | Cibona              | 85–83   | 103–109 |
| Panellinios            | 124–159 | Scavolini Pesaro    | 77–67   | 47–92   |
| Emerson Genova         | 157–146 | Wolfenbüttel        | 83–72   | 74–74   |
| Moderne                | 180–117 | Aris                | 98–46   | 82–71   |
| AEK                    | 152–139 | 1.FC Bamberg        | 68–62   | 84–77   |
| Resovia Rzeszów        | 177–165 | Panionios           | 93–63   | 84–102  |
| Bosna                  | 4–0*    | İTÜ                 | 2–0     | 2–0     |

*İTÜ se retiró antes del partido de ida, y el Bosna recibió un marcador de 2-0 en ambos partidos.

## Cuartos de final
Los cuartos de final se jugaron dividiendo los 16 equipos clasificados en cuatro grupos con un sistema de todos contra todos.
|  | El primer clasificado avanza a semifinales |

|    | Equipo         | PJ | Pts | G | P | PF  | PC  | Dif. |
| -- | -------------- | -- | --- | - | - | --- | --- | ---- |
| 1. | Partizan       | 6  | 10  | 4 | 2 | 573 | 521 | +52  |
| 2. | Nice           | 6  | 10  | 4 | 2 | 526 | 503 | +23  |
| 3. | Emerson Genova | 6  | 9   | 3 | 3 | 507 | 507 | 0    |
| 4. | AEK            | 6  | 7   | 1 | 5 | 451 | 526 | -75  |

|    | Equipo           | PJ | Pts | G | P | PF  | PC  | Dif. |
| -- | ---------------- | -- | --- | - | - | --- | --- | ---- |
| 1. | Bosna            | 6  | 10  | 4 | 2 | 619 | 572 | +47  |
| 2. | Berck            | 6  | 10  | 4 | 2 | 580 | 566 | +14  |
| 3. | Scavolini Pesaro | 6  | 9   | 3 | 3 | 557 | 590 | -33  |
| 4. | Inter Slovnaft   | 6  | 7   | 1 | 5 | 558 | 586 | -28  |

|    | Equipo             | PJ | Pts | G | P | PF  | PC  | Dif. |
| -- | ------------------ | -- | --- | - | - | --- | --- | ---- |
| 1. | Juventud Freixenet | 6  | 12  | 6 | 0 | 555 | 472 | +83  |
| 2. | Beko Beograd       | 6  | 9   | 3 | 3 | 522 | 541 | -19  |
| 3. | Xerox Milano       | 6  | 8   | 2 | 4 | 557 | 547 | +10  |
| 4. | Hagen              | 6  | 7   | 1 | 5 | 530 | 604 | -74  |

|    | Equipo          | PJ | Pts | G | P | PF  | PC  | Dif. |
| -- | --------------- | -- | --- | - | - | --- | --- | ---- |
| 1. | Cinzano Milano  | 6  | 10  | 4 | 2 | 546 | 494 | +53  |
| 2. | Moderne         | 6  | 10  | 4 | 2 | 555 | 505 | +50  |
| 3. | Cibona          | 6  | 10  | 4 | 2 | 537 | 520 | +17  |
| 4. | Resovia Rzeszów | 6  | 6   | 0 | 6 | 435 | 554 | -119 |

## Semifinales
| Equipo 1           | Agr.    | Equipo 2 | Ida     | Vuelta |
| ------------------ | ------- | -------- | ------- | ------ |
| Juventud Freixenet | 209–216 | Partizan | 114–109 | 95–107 |
| Cinzano Milano     | 160–177 | Bosna    | 79–76   | 81–101 |

## Final
21 de marzo de 1978, Sportska dvorana Borik, Banja Luka
| Equipo 1 | Resultado | Equipo 2 |
| -------- | --------- | -------- |
| Partizan | 117–110   | Bosna    |

| 21 de marzo de 1978 | Partizan                             | 117–110     | Bosna                            | |  |
|                     | Parciales: 47-54, 54-47 (T.E.: 16-9) |             |                                  | |  |
|                     | Estadísticas Dražen Dalipagić, 48    | Reporte Pts | Estadísticas Mirza Delibašić, 32 | Pabellón: Sportska dvorana Borik, Banja Luka Asistencia: 6.000 espectadores Árbitros: Simon Mottard (BEL), Lubomir Kotleba (CHE) |  |

| Campeón de la Copa Korać 1977–78 |
| -------------------------------- |
| Partizan 1.er título             |